# Accra canthararcha
Accra canthararcha is een vlinder van de familie van de bladrollers (Tortricidae). De wetenschappelijke naam van deze soort is voor het eerst voorgesteld als Argyrotoxa canthararcha door Edward Meyrick in een publicatie uit 1937.
De soort komt voor in Congo-Kinshasa.